# Extreme Championship Wrestling
Extreme Championship Wrestling was een professionele worstelorganisatie die opgericht werd door Tod Gordon als Eastern Championship Wrestling, in 1992. In 1994 werd het bedrijf vernoemd tot Extreme Championship Wrestling en in 1996 werd Paul Heyman eigenaar van het bedrijf. In 2001 werd ECW failliet verklaard. Later in 2003 wilde Vince McMahon, eigenaar van de World Wrestling Entertainment, het Extreme Championship Wrestling gevoel terug inbrengen in de WWE. Bij WWE waren er al twee brands actief namelijk Raw en SmackDown en voegde de vernieuwde ECW toe als derde brand die wekelijks op de dinsdag op televisie werd uitgezonden tot 2010.

## Kampioenschappen
Bij de oorspronkelijke ECW werd er ook Championships georganiseerd die bij de vernieuwde ECW niet meer werd toegepast behalve de ECW Championship.
- ECW World Heavyweight Championship (1992-2001, 2006-2010)
- ECW World Tag Team Championship (1992-2001)
- ECW World Television Championship (1992-2001)
- ECW FTW Heavyweight Championship (1998-1999)
- ECW Maryland Championship (1993)
- ECW Pennsylvania Championship (1993)